# بنی‌عامر (اندلس)
ذکوان (بنی ذکوان بن رفاعه) طایفه‌ای از قبیله بنی سلیم بن منصور و از تبار عرب عدنانی بودند.
یزد، در دوران ساسانی، به ویژه در روزگار قباد، انوشیروان و یزدگرد یکم از جایگاه اجتماعی و اقتصادی ویژه‌ای بر خوردار بوده و به عمران و آبادی آن، توجه بسیار شده است. در نخستین سده اسلامی، سرزمین یزد به دست مسلمانان افتاده قبایل عرب به سوی ایران سرازیر شدند. گروهی نیز از قبیله‌های بنی تمیم و بنی عامر، در کوی عرب‌های یزد، استقرار یافتند.

## منبع
- سیره ابن هشام، ج ۴ - ۱ { فهرست قبائل }؛ معجم قبائل العرب، ج ۱، ص ۴۰۴، ص ۵۴۳؛ المغازی، ج ۱
- شاعر نامدار عمار بن یاسر آلعامری( حزباوی)،سال وفات1395 محل دفن روستای علی العگده (اهواز)